# عبدالنصیروو
عبدالنصیروو (انگلیسی: Abdulnasyrovo) یک شهرک در شهرستان خایبولینسکی استان باشقیرستان کشور روسیه است.